# Bart Heirewegh
Bart Heureweght (Hamme, 28 agosto 1967) è un ex ciclista su strada belga.
Professionista dal 1993 ed il 2004, la sua carriera finì in seguito alla squalifica di 2 anni e mezzo per doping.

## Palmarès
- 1998

Leeuwse Pijl
Melbourne to Warrnambool Classic
- 1999
- Textielprijs Vichte
- Grand Prix Beeckman-De Caluwé
- 2000
- Circuit du Port de Dunkerque